# Död ved

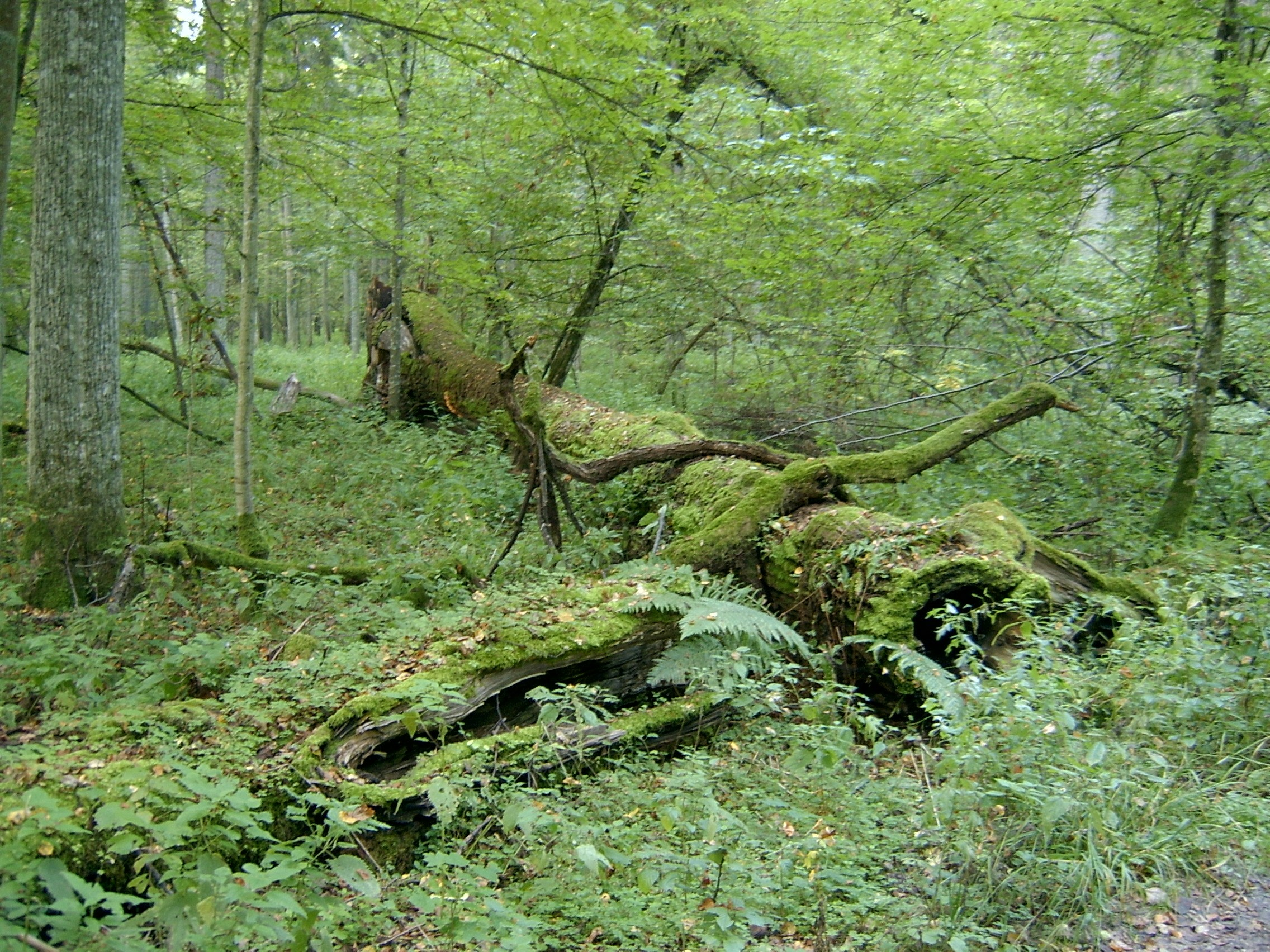
Död ved i form av en låga.

Död ved är ett samlingsnamn för lågor, torrakor, högstubbar och annat trädmaterial där förmultning och andra nedbrytande processer satt igång. Död ved är viktig för den biologiska mångfalden i skog och fungerar som livsmiljö åt insekter, svampar, mossor och lavar. Uppskattningsvis är cirka 20 % av alla skogsarter i boreala skogar beroende av död ved. Vid inventering särskiljs fyra kategorier av död ved: Hård ved, något nedbruten ved, nedbruten ved och mycket nedbruten ved. När nedbrytningen gått så långt att träd eller stamdelar inte går att urskilja brukar man inte längre definiera det som död ved, men gränsen är flytande.
Med det moderna omfattande skogsbruket har mängden död ved minskat kraftigt jämfört med naturskog där träden får dö naturligt. Framför allt grov död ved och sena successionsstadier har minskat. Det har lett till att många arter som är beroende av veden är hotade.